# Aserbaidschanischer Fußballpokal 1995/96
Der Aserbaidschanischer Fußballpokal 1995/96 war die fünfte Austragung des Pokalwettbewerbs im Fußball in Aserbaidschan. Pokalsieger wurde Titelverteidiger Neftçi Baku PFK, der sich im Finale gegen den FK Qarabağ Ağdam mit 3:0 durchsetzte. Da Neftçi auch die Meisterschaft gewann, qualifizierte sich der unterlegene Pokalfinalist für den Europapokal der Pokalsieger 1996/97.

## Modus
Bis zum Halbfinale wurden die Sieger in Hin- und Rückspiel ermittelt. Bei Torgleichstand in beiden Spielen zählte zunächst die größere Zahl der auswärts erzielten Tore; gab es auch hierbei einen Gleichstand, wurde das Rückspiel verlängert und ggf. ein Elfmeterschießen zur Entscheidung ausgetragen.

## Teilnehmer
| Premyer Liqası (11) | Birinci Divizionu (16) | Regionalliga (11) |
| --- | --- | --- |
| - FK Khazri Buzovna - FK Kəpəz - PFK Turan Tovuz - FK Qarabağ Ağdam - Neftçi Baku PFK - FK Kür-Nur Mingəçevir - Baku Fəhləsi Maştağa FK - FK Viləs Masallı - MOİK Baku PFK - FK Şəmkir - FK Pambıqçı Neftçala | - FK Sumqayıt - Polis Akademiyasi Baku FK - FK Fǝrid Baku - OİK-Göyəzən Qazax - FK Səbayil Baku - FK Neftqaz Zirə - FK Ümid Cəlilabad - FK Gertal-95 Baku - AZAL Baku - FK Plastik Salyan - Şirvan-Orxan Ağdaş - FK Dinamo Astara - FK Kürmük Qax - FK Qafqaz Balakən - FK Arzu Tərtər - Göy Göl Xanlar | - FK Bakılı Zabrat - Gənclik Sumqayıt - FK Çinar Göyçay - Ehtiyat Əmək Qüvvələri - Naxçıvan Baku - FK Pambiqçi Bərdə - Qaradağ Lökbatan FK - FK Qobustan - FK Qum adası - FK Sahil Baku - FK Xəzər Lənkəran |

## 1. Runde
In dieser Runde nahmen drei Zweitligisten und neun Regionalligisten teil.
|                              | Gesamt |                           | Hinspiel | Rückspiel |
| ---------------------------- | ------ | ------------------------- | -------- | --------- |
| FK Xəzər Lənkəran (III)      | 8:1    | FK Gertal-95 Baku (II)    | 4:1      | 4:0       |
| FK Qobustan (III)            | 8:6    | FK Sahil Baku (III)       | 7:1      | 1:5       |
| Ehtiyat Əmək Qüvvələri (III) | 9:2    | FK Səbayil Baku (II)      | 6:0      | 3:2       |
| FK Qum adası (III)           | 9:5    | Qaradağ Lökbatan FK (III) | 7:1      | 2:4       |
| Gənclik Sumqayıt (III)       | 3:2    | FK Bakılı Zabrat (III)    | 1:1      | 2:1       |
| FK Çinar Göyçay (III)        | 1:6    | FK Fǝrid Baku (II)        | 1:3      | 00:3 1    |

## 2. Runde
Teilnehmer: Die sechs Sieger der 1. Runde, alle elf Erstligisten, dreizehn weitere Zweitligisten und zwei weitere Regionallisten.
|                                | Gesamt    |                             | Hinspiel | Rückspiel |
| ------------------------------ | --------- | --------------------------- | -------- | --------- |
| FK Kəpəz (I)                   | 13:20     | FK Xəzər Lənkəran (III)     | 12:10    | 1:1       |
| FK Qafqaz Balakən (II)         | 2:5       | FK Pambıqçı Neftçala (I)    | 2:2      | 00:3 2    |
| FK Viləs Masallı (I)           | 1:0       | Şirvan-Orxan Ağdaş (II)     | 1:0      | 0:0       |
| OİK-Göyəzən Qazax (II)         | 1:4       | Neftçi Baku PFK (I)         | 1:1      | 00:3 2    |
| FK Ümid Cəlilabad (II)         | 12:10     | FK Qobustan (III)           | 8:0      | 4:1       |
| FK Şəmkir (I)                  | 10:40     | FK Kürmük Qax (II)          | 6:2      | 4:2       |
| Naxçıvan Baku (III)            | (a)3:3(a) | Baku Fəhləsi Maştağa FK (I) | 2:3      | 1:0       |
| Ehtiyat Əmək Qüvvələri (III)   | 0:6       | FK Arzu Tərtər (II)         | 00:3 2   | 00:3 2    |
| FK Qum adası (III)             | 0:6       | PFK Turan Tovuz (I)         | 00:3 2   | 00:3 2    |
| Polis Akademiyasi Baku FK (II) | 2:5       | FK Pambiqçi Bərdə (III)     | 2:0      | 0:5       |
| Göy Göl Xanlar (II)            | 0:6       | FK Kür-Nur Mingəçevir (I)   | 00:3 2   | 00:3 2    |
| FK Neftqaz Zirə (II)           | 2:3       | FK Khazri Buzovna (I)       | 2:0      | 00:3 2    |
| FK Sumqayıt (II)               | 10:10     | Gənclik Sumqayıt (III)      | 7:1      | 3:0       |
| MOİK Baku PFK (I)              | 2:4       | FK Plastik Salyan (II)      | 0:3      | 2:1       |
| AZAL Baku (II)                 | 0:4       | FK Qarabağ Ağdam (I)        | 0:2      | 0:2       |
| FK Dinamo Astara (II)          | 1:4       | FK Fǝrid Baku (II)          | 1:1      | 0:3       |

## Achtelfinale
|                           | Gesamt    |                             | Hinspiel | Rückspiel |
| ------------------------- | --------- | --------------------------- | -------- | --------- |
| FK Kəpəz (I)              | 10:50     | FK Pambıqçı Neftçala (I)    | 7:1      | 3:4       |
| PFK Turan Tovuz (I)       | 6:0       | FK Pambiqçi Bərdə (III)     | 3:0      | 03:0 3    |
| Şirvan-Orxan Ağdaş (II)   | 0:6       | Neftçi Baku PFK (I)         | 0:3      | 00:3 4    |
| FK Ümid Cəlilabad (II)    | 02:10     | FK Şəmkir (I)               | 1:5      | 1:5       |
| FK Arzu Tərtər (II)       | 0:6       | Baku Fəhləsi Maştağa FK (I) | 00:3 4   | 00:3 4    |
| FK Kür-Nur Mingəçevir (I) | 1:5       | FK Khazri Buzovna (I)       | 1:0      | 0:5       |
| FK Sumqayıt (II)          | (a)2:2(a) | FK Plastik Salyan (II)      | 1:0      | 1:2       |
| FK Qarabağ Ağdam (I)      | 3:0       | FK Fǝrid Baku (II)          | 2:0      | 1:0       |

## Viertelfinale
|                     | Gesamt |                             | Hinspiel | Rückspiel |
| ------------------- | ------ | --------------------------- | -------- | --------- |
| FK Kəpəz (I)        | 1:2    | Neftçi Baku PFK (I)         | 1:0      | 0:2       |
| FK Şəmkir (I)       | 0:3    | Baku Fəhləsi Maştağa FK (I) | 0:1      | 0:2       |
| PFK Turan Tovuz (I) | 0:1    | FK Khazri Buzovna (I)       | 0:0      | 0:1       |
| FK Sumqayıt (II)    | 1:3    | FK Qarabağ Ağdam (I)        | 1:3      | 0:0       |

## Halbfinale
|                       | Gesamt |                             | Hinspiel | Rückspiel |
| --------------------- | ------ | --------------------------- | -------- | --------- |
| Neftçi Baku PFK (I)   | 4:1    | Baku Fəhləsi Maştağa FK (I) | 1:1      | 03:0 5    |
| FK Khazri Buzovna (I) | 1:3    | FK Qarabağ Ağdam (I)        | 1:0      | 0:3       |

## Finale
| Paarung   | Neftçi Baku PFK – FK Qarabağ Ağdam                                        |
| Ergebnis  | 3:0 (1:0)                                                                 |
| Datum     | 15. Mai 1996                                                              |
| Stadion   | Tofiq-Bəhramov-Stadion, Baku                                              |
| Zuschauer | 8.500                                                                     |
| Tore      | 1:0 Yunis Hüseynov (11.) 2:0 Vidadi Rzayev (78.) 3:0 Yunis Hüseynov (81.) |